# Umetniška gimnazija
Umetniška gimnazija je gimnazija z dodatnim programom.
V Sloveniji poznamo naslednje vrste umetniških gimnazij:
- likovna gimnazija
- dramska gimnazija (gledališče in film)
- glasbena gimnazija
- baletna gimnazija
- gimnazija za sodobni ples

Pogoji za vpis na umetniško gimnazijo so sprejemni izpiti ter zunanje preverjanje po končani osnovni šoli.
V primerjavi s splošno gimnazijo je zaradi umetniških predmetov pouk nekoliko prilagojen.
V Sloveniji imajo oddelke umetniške gimnazije:
- I. gimnazija v Celju: umetniška gimnazija – glasbena smer
- Gimnazija Celje - Center: umetniška gimnazija – likovna smer
- Gimnazija Koper: umetniška gimnazija – likovna in glasbena smer
- Srednja vzgojiteljska šola, gimnazija in umetniška gimnazija Ljubljana: umetniška gimnazija – smer gledališče in film in plesna smer (modul B – sodobni ples)
- Konservatorij za glasbo in balet Ljubljana (prej Srednja glasbena in baletna šola Ljubljana)
- Konservatorij za glasbo in balet Maribor (prej Srednja glasbena in baletna šola Maribor)
- Srednja šola za oblikovanje in fotografijo Ljubljana – gimnazija (program)
- Gimnazija Nova Gorica: umetniška gimnazija – likovna smer, smer gledališče in film
- Gimnazija Velenje/Šolski center Velenje: umetniška gimnazija – likovna in glasbena smer
- Gimnazija Franca Miklošiča Ljutomer: umetniška gimnazija – smer gledališče in film